# Gira Planeta Azul
Gira Planeta Azul es la primera gira musical de la cantante española Ruth Lorenzo, realizada para promover la reedición de su primer álbum Planeta Azul: Edición Especial. Fue anunciada en agosto de 2015 e incluirá conciertos en España.

## Antecedentes
El 3 de agosto Ruth Lorenzo mediante sus redes sociales anuncio de forma oficial las primeras fechas de su primera gira musical, embarcándose por el momento en 12 fechas por la geografía española. El día 12 de diciembre se consiguieron vender todas las entradas del concierto de Barcelona, colgando el cartel de "entradas agotadas". Lo mismo ocurrió en el concierto de Madrid. Asimismo, en la entrada de los recintos donde se celebraría el espectáculo, se colocó una tienda de productos oficiales firmados por la artista. El 18 de diciembre fue anunciada la cancelación del concierto programado para Valladolid por culpa de una enfermedad que obligó a la cantante a mantener reposo absoluto.

## Repertorio
- Acto 1

Intro
1. «Noche en Blanco»
2. «Planeta Azul»
3. «Flamingos»
4. «99»
5. «Vulnerable»
6. «Eva»

- Acto 2 - Set Acústico

1. «Hallelujah» (versionando a Leonard Cohen)
2. «The Edge of Glory» (versionando a Lady Gaga)
3. «Diamond Doors»

- Acto 3

1. «Dancing in the Rain»
2. «Patito Feo»
3. «Gigantes»
4. «Te Veo»

- Acto 4

1. «Royals» (versionando a Lorde)
2. «Renuncio»
3. «Echo»

| Notas |
| --- |
| - Este repertorio expone las canciones interpretadas en el primer concierto de la gira, que tuvo lugar el 30 de octubre de 2015 en Zaragoza. - Durante el en Cartagena, Lorenzo interpretó «London». - Durante el concierto en Barcelona, Lorenzo interpretó «Burn». - Durante el concierto en Madrid, Lorenzo interpretó junto Daniel Diges «Te veo» y junto con Xuso Jones «Inevitable» y una versión de «Say Something». |

## Fechas
| Europa                  |            |        |                         |
| 30 de octubre de 2015   | Zaragoza   | España | Teatro de las Esquinas  |
| 6 de noviembre de 2015  | Cartagena  | España | Auditorio el Batel      |
| 13 de noviembre de 2015 | Santander  | España | Escenario Santander     |
| 14 de noviembre de 2015 | Maspalomas | España | Maspalomas Winter Pride |
| 20 de noviembre de 2015 | Sevilla    | España | Sala Custom             |
| 27 de noviembre de 2015 | Málaga     | España | Sala París 15           |
| 28 de noviembre de 2015 | Alicante   | España | Sala The One            |
| 29 de noviembre de 2015 | Valencia   | España | Sala Rockcity           |
| 12 de diciembre de 2015 | Barcelona  | España | Sala Music Hall         |
| 13 de diciembre de 2015 | Madrid     | España | Sala Shoko              |
| 19 de diciembre de 2015 | Granada    | España | Sala El Tren            |
| 23 de diciembre de 2015 | Murcia     | España | Teatro Circo            |

## Conciertos cancelados
| Fecha                   | Ciudad, País | Lugar            | Motivo                                                                         |
| ----------------------- | ------------ | ---------------- | ------------------------------------------------------------------------------ |
| 18 de diciembre de 2015 | Valladolid,  | Sala Porta Caeli | Cancelados por una enfermedad que le obligará a guardar reposo vocal absoluto. |